# Всеукраїнський робітничий з'їзд 1918
Всеукраїнський робітничий з'їзд 1918 — з'їзд, що відбувся нелегально 13–14 травня у Києві, його скликала Всеукраїнська Рада робітничих депутатів. Через заборону проведення з'їзду гетьманською владою на нього прибуло лише бл. 200 депутатів – представників восьми соціалістичних партій, які очолювали робітничий рух в Україні: УСДРП, УПСР, РСДРП (меншовиків), більшовиків, російських есерів (див. Партія соціалістів-революціонерів), Бунду, Об'єднаної єврейської соціалістичної робітничої партії, Польської соціалістичної партії. Проходив за скороченою програмою:
1) поточний політичний момент;

2) утворення всеукраїнського організаційного центру. 
Делегати засудили гетьманський переворот 1918, визначили цілі робітників у боротьбі з режимом П.Скоропадського за відновлення УНР, скликання Українських Установчих зборів, за передачу землі селянам без викупу, національно-персональну автономію тощо. Спроби більшовиків та лівої частини УСДРП закликати до боротьби за соціалістичну революцію та встановлення радянської влади в Україні не знайшли підтримки делегатів. Вони висловилися за самостійну Україну й відмовилися від орієнтації на РСФРР.
На відміну від Всеукраїнського селянського з'їзду 1918, який закликав селян до повстання, робітн. з'їзд висловився за мирні, легальні форми боротьби: агітація, пропаганда, страйки. Для координації дій робітн. класу в боротьбі проти режиму П.Скоропадського ухвалено створити Всеукр. робітн. центр та обрано орг. комісію для його утворення.